# 留尼汪省长
留尼旺省长（Le préfet de La Réunion），是法国海外大区和海外省的留尼旺的省长。

## 省长

### 法兰西第二共和国专员
- 1848年－1850年 萨达·加里（Sarda Garriga）（1808－1877）

### 法兰西第四共和国省长
- 1947年－1950年：保罗·德芒热（Paul Demange）（1906－1970）
- 1950年－1952年：罗兰·吕克·贝肖夫（Roland Luc Béchoff）（1906－2006）
- 1952年－1956年：皮埃尔·菲利普（Pierre Philip）（1893－1961）
- 1956年－1963年：让·佩罗-普拉迪耶（Jean Perreau-Pradier）（1911－1981）

### 法兰西第五共和国省长
- 1963年－1966年 阿尔弗雷德·迪芬巴赫尔（Alfred Diefenbacher）（1915－）
- 1966年－1969年 Jean Vaudeville （1921－1993）
- 1969年－1972年 保罗·库瑟朗（Paul Cousseran）（1922－2000）
- 1972年－1975年 克勞德·維埃耶斯卡茲（Claude Vieillescazes）（1923－）
- 1975年－1977年 罗伯特·拉米（Robert Lamy）（1925－）
- 1977年－1980年 伯纳德·兰迪（Bernard Landouzy）（1933－）
- 1980年－1981年 雅克·塞瓦尔（Jacques Seval）（1930－）
- 1981年－1984年 米歇尔·弗兰西斯·勒瓦卢瓦（Michel Francis Levallois）（1934－）
- 1984年－1986年 米歇尔·布朗日（Michel Blangy）（1939－）
- 1986年－1989年 约翰·安西奥克斯（Jean Anciaux）（1930－）
- 1989年－1991年 丹尼尔·康斯坦丁（Daniel Constantin）（1940－）
- 1991年－1992年 雅克·德瓦特（Jacques Dewatre）（1936－）
- 1992年－1995年 休伯特·福尼尔（Hubert Fournier）（1948－）
- 1995年 彼埃尔·斯坦梅茨（Pierre Steinmetz）（1943－）
- 1995年－1998年 羅伯特·波米斯（Robert Pommies）（1941－）
- 1998年－2001年 约翰·多比尼（Jean Daubigny）（1948－）
- 2001年－2004年 贡蒂尔·弗里德里西（Gonthier Friederici）（1945－）
- 2004年－2005年 多米尼克·维安（Dominique Vian）（1944）
- 2005年－2006年 劳伦·凯雷尔（Laurent Cayrel）（1950－）
- 2006年－2010年 皮埃尔-亨利·马乔尼（Pierre-Henry Maccioni）（1948－）
- 2010年－2012年 迈克尔·拉兰（Michel Lalande）（1955－）
- 2012年－2014年 让-吕克·马克斯（Jean-Luc Marx）（1954－）
- 2014年－2017年 多米尼克·索萊恩（Dominique Sorain）（1955－）
- 2017年－2019年 阿毛里·德聖-昆廷（Amaury de Saint-Quentin）（1960－）
- 2019年－ 雅克·比蘭特（Jacques Billant）（1960－）